# Queen + Adam Lambert Tour 2012
De Queen + Adam Lambert Tour 2012 is een korte tournee van de Engelse Queen-gitarist Brian May en -drummer Roger Taylor met zanger Adam Lambert onder de naam Queen + Adam Lambert. Het was de eerste volledige samenwerking tussen de drie muzikanten, nadat zij ook al met elkaar optraden tijdens de finale van American Idol in 2009, waar Lambert finalist was, en op het MTV Europe Music Awards in 2011. De tournee begon op 30 juni 2012 in Kiev, Oekraïne en eindigde op 14 juli 2012 in Londen, Engeland.

## Personeel
- Adam Lambert: Leadvocalen
- Brian May: Leadgitaar, achtergrondvocalen, leadvocalen op Love of My Life, '39 en Tie Your Mother Down
- Roger Taylor: Drums, percussie, achtergrondvocalen, leadvocalen op A Kind of Magic en These Are the Days of Our Lives

### Extra personeel
- Spike Edney: Keyboards, achtergrondvocalen
- Rufus Tiger Taylor: Percussie, drums, achtergrondvocalen
- Neil Fairclough: Basgitaar, achtergrondvocalen
- Freddie Mercury: Vooraf opgenomen vocalen op Bohemian Rhapsody en Love of My Life

## Tracklijst
1. Flash (intro tape)
2. Seven Seas of Rhye
3. Keep Yourself Alive
4. We Will Rock You (snel)
5. Fat Bottomed Girls
6. Don't Stop Me Now
7. Under Pressure (gezongen door Roger Taylor en Adam Lambert)
8. I Want It All
9. Who Wants to Live Forever
10. A Kind of Magic
11. These Are the Days of Our Lives
12. Love of My Life
13. '39
14. Dragon Attack
15. Drum Battle door Roger Taylor en Rufus Tiger Taylor
16. Gitaarsolo door Brian May
17. I Want to Break Free
18. Another One Bites the Dust
19. Radio Ga Ga
20. Somebody to Love
21. Crazy Little Thing Called Love
22. The Show Must Go On
23. Bohemian Rhapsody

Toegift:
1. Tie Your Mother Down
2. We Will Rock You
3. We Are the Champions
4. God Save the Queen (tape)

#### Minder voorkomende nummers
1. Life Is Real (3 juli, gezongen door de Russische zangeres Zemfira)

## Tourdata
- 30 juni 2012 - Kiev, Oekraïne - Majdan Nezalezjnosti
- 3 juli 2012 - Moskou, Rusland - Olimpiyskiy
- 7 juli 2012 - Wrocław, Polen - Stadion Miejski*
- 11, 12 en 14 juli 2012 - Londen, England - Hammersmith Apollo

* Dit concert was onderdeel van "Rock in Wrocław".

### Geannuleerde concerten
- 30 juni 2012 - Moskou, Rusland - Olimpiyskiy (verplaatst naar 3 juli 2012)
- 7 juli 2012 - Stevenage, Engeland - Knebworth Park (festival afgelast)